# نادي مالية كفر الزيات
نادي مالية كفر الزيات هو نادي كرة قدم مصري مقره كفر الزيات، مصر، تأسس عام 1948 على يد شفيق حنطور نائب رئيس اتحاد كرة القدم المصري في الستينات. يلعب الفريق في دوري الدرجة الثانية.
لعبت مليات كفر الزيات في الدوري المصري الممتاز 3 مواسم، 1957/58، 1962/63 و1963/64.